# Lagenorhynchus
Lagenorhynchus é um gênero de golfinhos encontrado em todos os oceanos.

## Espécies
- Lagenorhynchus acutus (Gray, 1828) − Golfinho-de-laterais-brancas-do-atlântico
- Lagenorhynchus albirostris (Gray, 1846) − Golfinho-de-bico-branco
- Lagenorhynchus australis (Peale, 1848) – Golfinho-do-sul ou Golfinho-de-peale
- Lagenorhynchus cruciger (Gaimard e Quoy, 1824) – Golfinho-cruzado ou Golfinho-ampulheta
- †Lagenorhynchus harmatuki
- Lagenorhynchus obliquidens Gill, 1865 − Golfinho-de-laterais-brancas-do-pacífico
- Lagenorhynchus obscurus (Gray, 1828) – Golfinho-do-crepúsculo ou Golfinho-cinzento